# Ulicoten
Ulicoten est un village situé dans la commune néerlandaise de Baerle-Nassau, dans la province du Brabant-Septentrional. Le 1er janvier 2007, le village comptait 1 090 habitants.